# A Última Quimera
A Última Quimera é um romance de ficção e história, escrito por Ana Miranda e lançado em 12 de Maio de 1995. Como um romance histórico, que mistura ficção e realidade, conta a vida do poeta brasileiro Augusto dos Anjos, com seus amores e conflitos, a partir de um narrador-personagem que é amigo de infância do poeta e que mantém por ele um sentimento misto de inveja e admiração. 
Além de narrar a vida de Augusto dos Anjos, Miranda traça um quadro dos costumes e principais acontecimentos da época: os descaminhos da República, as disputas políticas, a Revolta da Chibata, a modernização do Rio de Janeiro, o duelo entre Olavo Bilac e Raul Pompéia, a onipresente influência francesa, etc. Tornando A Última Quimera um panorama vivo de um dos grandes momentos da história do Brasil. 

## Versos Íntimos
O título da obra, A Última Quimera, é baseado em um dos poemas de Augusto dos Anjos, Versos íntimos:
Vês! Ninguém assistiu ao formidável

Enterro de tua última quimera.

Somente a Ingratidão – esta pantera –

Foi tua companheira inseparável!
Acostuma-te à lama que te espera!

O Homem, que, nesta terra miserável,

Mora, entre feras, sente inevitável

Necessidade de também ser fera.
Toma um fósforo. Acende teu cigarro!

O beijo, amigo, é a véspera do escarro,

A mão que afaga é a mesma que apedreja.
Se a alguém causa inda pena a tua chaga,

Apedreja essa mão vil que te afaga,

Escarra nessa boca que te beija!